# شكسبير عاشقا
شكسبير عاشقا (بالإنجليزية: Shakespeare in Love) فيلم أمريكي حاز 7 جوائز أوسكار من بينها أفضل فيلم لعام 1998، من إخراج جون مادين.
تقع أحداث الفيلم في القرن السادس عشر حيث تصور علاقة الحب بين وليام شكسبير وإحدى النساء الثريات والتي تلهمه لكتابة إحدى أهم أعماله روميو وجولييت. القصة برمتها خيالية على الرغم من وجود شخصيات مبينة على شخصيات تاريخية حقيقية.
حقق الفيلم نجاح كبيراً على شباك التذاكر حيث حصد أرباحا زادت عن 250 مليون دولار، وحصد سبعة جوائز أوسكار من ضمنها أفضل فيلم وأفضل ممثلة لجوينيث بالترو أوفضل ممثلة مساعدة لجودي دينش.

## الممثلون
- جوزيف فاينس في دور ويليام شكسبير
- غوينيث بالترو في دور فيولا دي ليسيبس
- جيوفري راش في دور فيليب هينسلو
- كولين فيرث في دور لورد ويسيكس
- بن أفليك في دور إدوارد ألين
- جودي دينش في دور الملكة إليزابيث الأولى
- سايمون كالو في دور إدموند تيلني
- مارتن كلونيس في دور ريتشارد بيرباج

## وصلات خارجية
- شكسبير عاشقا على موقع IMDb (الإنجليزية)
- شكسبير عاشقا على موقع ميتاكريتيك (الإنجليزية)
- شكسبير عاشقا على موقع الموسوعة البريطانية (الإنجليزية)
- شكسبير عاشقا على موقع روتن توميتوز (الإنجليزية)
- شكسبير عاشقا على موقع نتفليكس (الإنجليزية)
- شكسبير عاشقا على موقع قاعدة بيانات الأفلام العربية
- شكسبير عاشقا على موقع ألو سيني (الفرنسية)
- شكسبير عاشقا على موقع Turner Classic Movies (الإنجليزية)
- شكسبير عاشقا على موقع أول موفي (الإنجليزية)
- شكسبير عاشقا على موقع بوكس أوفيس موجو (الإنجليزية)